# Telchinia conradti
Telchinia conradti is een vlinder uit de familie van de Nymphalidae. De wetenschappelijke naam van de soort is voor het eerst gepubliceerd in 1893 door Charles Oberthür.

## Verspreiding
De soort komt voor in Congo Kinshasa, Kenia, Tanzania, Zambia, Malawi, Mozambique en Zimbabwe.

## Ondersoorten
- Actinote conradti conradti (Oberthür, 1893) (Kenia en Tanzania)
- Actinote conradti kuekenthalie (Le Doux, 1922) (Tanzania, Malawi, Mozambique en Zimbabwe)
  - = Acraea kuekenthalie Le Doux, 1922

## Waardplanten
De rups leeft op Scepocarpus hypselodendron en Scepocarpus trinervis (Urticaceae).